# Бабанаков, Николай Петрович
Николай Петрович Бабанаков (1919—1951) — сержант Рабоче-крестьянской Красной Армии, участник Великой Отечественной войны, Герой Советского Союза (1945).

## Биография
Николай Бабанаков родился в 1919 году в деревне Бабанаково (ныне — город Белово Кемеровской области) в рабочей семье. В 1934 году окончил среднюю школу, работал лесовозом на шахте. В 1939 году Бабанаков был призван на службу в Рабоче-крестьянскую Красную Армию. С ноября 1941 года — на фронтах Великой Отечественной войны. К апрелю 1945 года сержант Николай Бабанаков командовал отделением 87-го отдельного моторизованного понтонно-мостового батальона 8-й моторизованной понтонно-мостовой бригады 65-й армии 2-го Белорусского фронта. Отличился во время форсирования Одера.
21 апреля 1945 года отделение Бабанакова собрало паром и начало переправлять через Вест-Одер к югу от города Штеттин (ныне — Щецин, Польша) советскую боевую технику, несмотря на огонь противника. Когда один из вражеских снарядов попал в паром, что создало угрозу затопления, Бабанакову удалось оперативно заделать пробоину. К 22 апреля через реку было переправлено 90 орудий с боеприпасами и 15 танков.
Указом Президиума Верховного Совета СССР от 29 июня 1945 года сержант Николай Бабанаков был удостоен высокого звания Героя Советского Союза с вручением ордена Ленина и медали «Золотая Звезда».
После окончания войны Бабанаков был демобилизован, окончил мясо-молочный техникум в городе Выборг Ленинградской области. Работал директором маслозавода в селе Уваровка Можайского района Московской области. Умер 21 июня 1951 года. Похоронен на Переделкинском кладбище.
Был также награждён орденами Красной Звезды и Славы 3-й степени, а также рядом медалей.